# 359
359（三百五十九、さんびゃくごじゅうきゅう）は自然数、また整数において、358の次で360の前の数である。

## 性質
- 359は72番目の素数である。1つ前は353、次は367。
  - 約数の和は360。
- 21番目のソフィー・ジェルマン素数である。1つ前は293、次は419。
- 14番目の安全素数である。1つ前は347、次は383。
  - ソフィー・ジェルマン素数かつ安全素数である6番目の素数である。1つ前は179、次は719。（オンライン整数列大辞典の数列 A59455）
- 359 = 359 + 0 × ω (ωは1の虚立方根)
  - a + 0 × ω (a > 0) で表される38番目のアイゼンシュタイン素数である。1つ前は353、次は383。
- 359 = 359 + 0 × i (iは虚数単位)
  - a + 0 × i (a > 0) で表される37番目のガウス素数である。1つ前は347、次は367。
  - ガウス素数かつアイゼンシュタイン素数である18番目の素数。1つ前は347、次は383
- 18番目の 8n − 1 型の素数である。この類の素数は x 2 − 2y 2 と表せるが、359 = 192 − 2 × 12 である。1つ前は311、次は367。
- 35…59 の形の最小の素数である。次は3559。(オンライン整数列大辞典の数列 A101838)
- 末尾の2桁が59の2番目の素数である。1つ前は59、次は659。(オンライン整数列大辞典の数列 A244772)
- 10進数表記において桁を逆に並べても素数となる19番目のエマープである。 1つ前は347、次は389。
- 1/359 は179桁の循環節をもつ循環小数である。
  - 逆数が循環小数になる数で循環節が179になる最小の数である。次は718。
  - 循環節が n になる最小の数である。1つ前の178は179、次の180は181。(オンライン整数列大辞典の数列 A003060)
- 各位の平方和が115になる最小の数である。次は395。(オンライン整数列大辞典の数列 A003132)
  - 各位の平方和が n になる最小の数である。1つ前の114は178、次の116は468。(オンライン整数列大辞典の数列 A055016)
- 359 = 23 + 23 + 73
  - 3つの正の数の立方数の和1通りで表せる47番目の数である。1つ前は352、次は368。(オンライン整数列大辞典の数列 A025395)
  - 3つの正の数の立方数の和で表せる14番目の素数である。1つ前は349、次は397。(オンライン整数列大辞典の数列 A007490)
- 各位の和が17になる10番目の数である。1つ前は296、次は368。
  - 各位の和が17になる数で素数になる5番目の数である。1つ前は269、次は449。(オンライン整数列大辞典の数列 A106758)

## その他 359 に関連すること
- 年始（1月1日）から359日目は12月25日、通称クリスマス。閏年では12月24日。
- 国際電話番号の359は、ブルガリア。
- ウォルフ359は、しし座の方向にある恒星。
  - 『ウルフ359の戦い』は、この星域を舞台としたアメリカのSFテレビドラマ『新スタートレック』に登場する架空の戦争。
- ウィンスロー(USS Winslow, DD-359/AG-127)は、アメリカ海軍の駆逐艦。
- ウッドソン(USS Woodson, DE-359)は、アメリカ海軍の護衛駆逐艦。
- ガルーパ (USS Garrupa, SS-359) は、アメリカ海軍の潜水艦。（未建造）
- デジタル表示式時計またはストップウォッチ等で出現する32番目の素数である。（例: 3:59、3分59秒 = 239秒も素数である。）1つ前は353、次は401。（参照オンライン整数列大辞典の数列 A118849）